# Christopher Smart
Christopher Smart (Shipbourne, 11 april 1722 – Southwark (King's Bench Prison), 21 mei 1771), ook bekend als "Kit Smart", "Kitty Smart", en "Jack Smart", was een Engels poëet. Hij was een groot bijdrager aan twee populaire tijdschriften en een vriend van culturele iconen zoals Samuel Johnson en Henry Fielding. Smart was anglicaan en erg bekend in Londen.
De twee meest bekende werken van Smart zijn A Song to David en Jubilate Agno, beide op z'n minst gedeeltelijk geschreven tijdens zijn opsluiting in een dolhuis. Jubilate Agno werd niet gepubliceerd tot 1939 en A Song to David ontving verschillende recensies tot de negentiende eeuw. Tegelijkertijd was Smart voornamelijk bekend voor zijn bijdragen aan de tijdschriften The Midwife en The Student. Hoewel hij voornamelijk bekendstaat als religieus poëet, omvat zijn poëzie verschillende andere thema's, zoals zijn theorieën over de natuur en zijn promotie van Engels nationalisme.
- Bibliothèque nationale de France: cb120248330 (data)
- Catàleg d'autoritats de noms i títols de Catalunya: 981058509080406706
- Gemeinsame Normdatei: 118905252
- International Standard Name Identifier: 0000 0001 0900 2860
- Library of Congress Control Number: n50051100
- MusicBrainz: afe2df5f-1818-445f-854e-83ac6c455845
- Nationale Bibliotheek van Tsjechië: mub2015891167
- Nationale bibliotheek van Australië: 35504807
- Nationale Bibliotheek van Israël: 987007277161905171
- Nederlandse Thesaurus van Auteursnamen: 071289003
- LIBRIS: 269970
- SNAC: w6j1046g
- Système universitaire de documentation: 028407318
- Trove: 977383
- Virtual International Authority File: 51703197
- WorldCat: E39PBJwmTV6r8f9KR76p8t9JjC